# Liste von Wasserkraftwerken in Finnland
Die Wasserkraftwerke in Finnland werden sowohl auf einer Karte als auch in einer Tabelle (mit Kennzahlen) dargestellt. Die Liste ist nicht vollständig.

## Installierte Leistung und Jahreserzeugung
In Finnland gibt es über 200 Wasserkraftwerke; bei den meisten handelt es sich um kleinere Anlagen. Das Unternehmen Kemijoki Oy betreibt 20 Wasserkraftwerke mit einer installierten Leistung von über 1.100 MW, davon 16 im Einzugsgebiet des Kemijoki. Die Jahreserzeugung lag 2016 bei 5,74 Mrd. kWh. Fortum betreibt im Einzugsgebiet des Oulujoki 11 Wasserkraftwerke.
| Ahvenkoski |

| Aittokoski |

| Anjalankoski |

| Ha |

| Har |

| Imatra |

| Isohaara |

| Jumisko |

| Jylhä |

| Kaltimo |

| Kie |

| Kol |

| Kuusankoski |

| Leppikoski |

| Ma |

| Mankala |

| Melo |

| Merikoski |

| Montta |

| Nuojua |

| Ossauskoski |

| P |

| Pä |

| Pamilo |

| Petäjäs |

| Pir |

| Porttipahta |

| Py |

| Raasakka |

| Sei |

| Seitenoikea |

| Tainionkoski |

| Taivalkoski |

| Utanen |

| Valajaskoski |

| Van |

| Voi |

## Wasserkraftwerke > 10 MW
In der Tabelle sind nur Wasserkraftwerke mit einer installierten Leistung > 10 MW aufgeführt.
| Name des Kraftwerks | Inst. Leistung (MW) | Fluss/See           | Status     |
| ------------------- | ------------------- | ------------------- | ---------- |
| Ahvenkoski          | 24                  | Kymijoki            | in Betrieb |
| Aittokoski          | 45                  | Emäjoki             | in Betrieb |
| Anjalankoski        | 20                  | Kymijoki            | in Betrieb |
| Haapakoski          | 32                  | Iijoki              | in Betrieb |
| Harjavalta          | 74                  | Kokemäenjoki        | in Betrieb |
| Imatra              | 178                 | Vuoksi              | in Betrieb |
| Isohaara            | 113                 | Kemijoki            | in Betrieb |
| Jumisko             | 26                  | Askanjoki           | in Betrieb |
| Jylhämä             | 55                  | Oulujoki            | in Betrieb |
| Kaltimo             | 24                  | Pielisjoki          | in Betrieb |
| Kierikki            | 37                  | Iijoki              | in Betrieb |
| Kolsi               | 45                  | Kokemäenjoki        | in Betrieb |
| Kuusankoski         | 29                  | Kymijoki            | in Betrieb |
| Leppikoski          | 21                  | Emäjoki             | in Betrieb |
| Maalismaa           | 38                  | Iijoki              | in Betrieb |
| Mankala             | 25                  | Kymijoki            | in Betrieb |
| Melo                | 68                  | Kokemäenjoki        | in Betrieb |
| Merikoski           | 40                  | Oulujoki            | in Betrieb |
| Montta              | 47                  | Oulujoki            | in Betrieb |
| Nuojua              | 81                  | Oulujoki            | in Betrieb |
| Ossauskoski         | 124                 | Kemijoki            | in Betrieb |
| Pahkakoski          | 42                  | Iijoki              | in Betrieb |
| Pälli               | 51                  | Oulujoki            | in Betrieb |
| Pamilo              | 84                  | Koitajoki / Koitere | in Betrieb |
| Petäjäskoski        | 182                 | Kemijoki            | in Betrieb |
| Pirttikoski         | 152                 | Kemijoki            | in Betrieb |
| Porttipahta         | 35                  | Kitinen             | in Betrieb |
| Pyhäkoski           | 149                 | Oulujoki            | in Betrieb |
| Raasakka            | 64                  | Iijoki              | in Betrieb |
| Seitakorva          | 144                 | Kemijoki            | in Betrieb |
| Seitenoikea         | 39                  | Emäjoki             | in Betrieb |
| Tainionkoski        | 62                  | Vuoksi              | in Betrieb |
| Taivalkoski         | 133                 | Kemijoki            | in Betrieb |
| Utanen              | 58                  | Oulujoki            | in Betrieb |
| Valajaskoski        | 101                 | Kemijoki            | in Betrieb |
| Vanttauskoski       | 95                  | Kemijoki            | in Betrieb |
| Voikkaa             | 29                  | Kymijoki            | in Betrieb |

## Wasserkraftwerke < 10 MW
In der Tabelle sind nur Wasserkraftwerke mit einer installierten Leistung < 10 MW aufgeführt. Die Kraftwerke werden aufgrund ihrer geringen Leistung nicht auf der Karte angezeigt.
| Name des Kraftwerks | Inst. Leistung (MW) | Fluss/See | Status     |
| ------------------- | ------------------- | --------- | ---------- |
| Lokka               | 0,1                 | Luiro     | in Betrieb |